# Gauliga Schlesien 1938/39

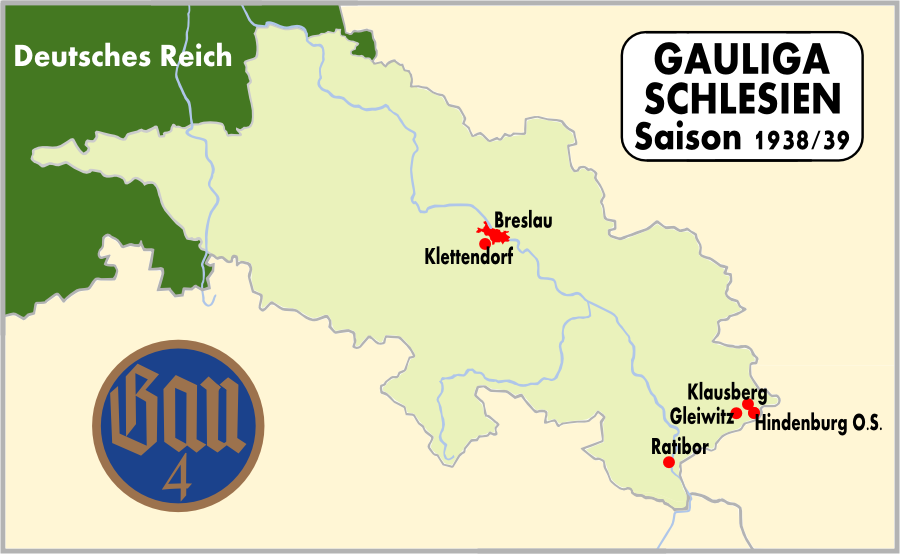
Plaatsen waar de Gauliga Schlesien 1938/39 gespeeld werd

De Gauliga Schlesien 1938/39 was het zesde voetbalkampioenschap van de Gauliga Schlesien. Vorwärts RaSpo werd kampioen  door een beter doelsaldo dan Preußen Hindenburg en plaatste zich voor de eindronde om de Duitse landstitel, waar de club tweede werd in de groepsfase en uitgeschakeld werd. Er degradeerden dit jaar geen clubs omdat de Gauliga het volgende seizoen opgesplitst werd.

## Eindstand
| Plaats | Club                    | Wed. | W  | G | V  | Saldo | Ptn   |
| ------ | ----------------------- | ---- | -- | - | -- | ----- | ----- |
| 1.     | Vorwärts-RaSpo Gleiwitz | 18   | 15 | 2 | 1  | 62:17 | 32:04 |
| 2.     | SC Preußen Hindenburg   | 18   | 15 | 2 | 1  | 69:24 | 32:04 |
| 3.     | SC Hertha Breslau       | 18   | 8  | 3 | 7  | 31:40 | 19:17 |
| 4.     | Breslauer SpVg 02       | 18   | 6  | 4 | 8  | 31:40 | 16:20 |
| 5.     | Reichsbahn-SV Gleiwitz  | 18   | 6  | 3 | 9  | 39:40 | 15:21 |
| 6.     | SpVgg Ratibor 03        | 18   | 7  | 1 | 10 | 37:40 | 15:21 |
| 7.     | Sportfreunde Klausberg  | 18   | 5  | 5 | 8  | 28:38 | 15:21 |
| 8.     | Breslauer FV 06         | 18   | 6  | 3 | 9  | 27:48 | 15:21 |
| 9.     | SV 33 Klettendorf       | 18   | 6  | 2 | 10 | 31:41 | 14:22 |
| 10.    | 1. FC Breslau           | 18   | 2  | 3 | 13 | 20:47 | 07:29 |

|  | Kampioen |

## Promotie-eindronde
Toen de promotie-eindronde begon was het nog steeds de bedoeling dat twee clubs zouden degraderen en twee clubs uit de eindronde zouden promoveren. Nadat beslist werd om de Gauliga in twee reeksen op te splitsen werd beslist dat geen clubs degradeerden en alle drie de kampioenen van de Bezirksliga’s mochten promoveren, evenals TuSpo Liegnitz, verliezend finalist van de Bezirksliga Niederschlesien. 
| Plaats | Club              | Wed. | W | G | V | Saldo | Ptn.  |
| ------ | ----------------- | ---- | - | - | - | ----- | ----- |
| 1.     | Beuthener SuSV 09 | 4    | 3 | 0 | 1 | 15:11 | 06:02 |
| 2.     | STC Görlitz       | 4    | 1 | 1 | 2 | 06:07 | 03:05 |
| 3.     | VfB Breslau       | 4    | 1 | 1 | 2 | 10:13 | 03:05 |

|  | Promotie |